# Château de Comblat
Le château de Comblat est un château médiéval situé à Vic-sur-Cère dans le Cantal. Il est inscrit à l'inventaire des monuments historiques depuis le 18 novembre 2002 et possède un parc remarquable. Ce fut pendant trois siècles, de 1586 à 1789, la demeure des commis, puis vice-baillis, chargés d'assurer la pacification de la  Haute-Auvergne.

## Descriptions
Le château est constitué d'un donjon du XVe siècle remanié au XVIe siècle, auquel a été accolée au début du XVIIIe siècle une aile sud de style classique, dotée de décors intérieurs de la même époque.
C'est probablement à ce moment-là que furent construites les dépendances : chapelle, pavillon de jardin, communs, ainsi que le parc avec ses terrasses et son bassin.
Le château est protégé en totalité, y compris ses intérieurs avec leurs décors (cheminées monumentales, lambris, cheminées du XVIIIe siècle avec leurs trumeaux peints) comprenant notamment l'ancienne cuisine (rez-de-chaussée du donjon), la salle d'archive (dernier niveau de la tour nord), le vestibule d'entrée et son escalier, les chambres du premier étage, ainsi que l'ensemble des dépendances comprenant le pavillon de jardin avec son décor peint, les communs, la chapelle, et les jardins avec leurs terrasses, bassin et fontaine.

## Toponyme
Ce nom s'écrit Comlat jusqu'au XVe siècle, Comblat ensuite.
Il s'agit d'un toponyme antique désignant un monceau dans une plaine Cumulus + - acum selon Dauzat (1974), Cumulicus' + - acum selon Morlet (1985).
Comblat désigne plusieurs entités : 
- Comblat-le-Puech, un monticule (Manso Podio de Comlatum, reconnaissance de R. de La Garde en 1274 ; manso dal Pog da Comlat, hommage de Vivien La Garde en 1279);
- Manoir de Comblat, une Domus appartenant à la famille de Cère ;
- Village de Comblat, plusieurs affars et manses (mansus de Comlat-l'Ombratge, mansi Daudenenc da Comlat, adfario de Mas-Mart de Comlat, et Manso de Combat de Comlat, reconnaissance de 1266) ;
- Pont de Comblat, avec un péage perçu par moitié par le vicomte de Carlat et par moitié par le seigneur de Vic, pour son entretien, et un village à côté : Comblat-le-Pont ;
- Château de Comblat, construit au XVe siècle sur l'ancien fort de Vallayrane.

## Historique
Un site du Paléolithique moyen a été découvert à Comblat-le-Pont.

### Famille de Cère
La reconnaissance faite en 1266 par Guillaume et Deodat de La Cère, au vicomte de Carlat la domum de Cera de Comlat (sic), c'est-à-dire la maison de Cère, ce qui doit se comprendre comme un manoir. Cette famille, qui était la plus considérable des seigneurs de Vic, possédait avec celle de La Garde qui était sa branche cadette, la forteresse du Viallard, la Domus de Cera située dans le bourg (en 1216), la Domus de La Garde et la Domus de Comblat.
- Guirbert de La Garde était coseigneur de Comblat en 1291[4].

Comblat était à cette époque le toponyme d'un village assez étendu qui désigne un pont, un Puech, et plusieurs affares, manses ou bories.
Une autre reconnaissance faite par les deux frères de Cère mentionne un affar et une manse à Comlat : afario de Mas Marti de Comlat, et manso de Combas de Comlat.

### Famille Gaucelm
Toujours en 1266, la femme de G. Gausselmi fait une reconnaissance au vicomte de Carlat pour ses possesiones et alia jura que habeo a Comlat ainsi que du fortalissium de Valairana. Ce fort de Valeyrane ou Valtayrane va devenir le château de Comblat.
Vers 1300, la famille de Griffeuil est mentionnée comme coseigneur de Vic et de Comblat.
- En 1343, Gaucelin, seigneur de Viescamp, qui possède les forts de Valeyrane et de Lussat à Vic, obtient la permission de construire le château de Comblat à l'emplacement du premier. Il se marie avec Helis de Montpeyroux, et n'a qu'une fille :
- Hélis de Viescamp, dame de Comblat, qui épouse Géraud Palach.

### Famille de Palach
Cette famille, qui est originaire du village de Palach à Laroquebrou, était devenue une riche famille bourgeoise d'Aurillac.
- Pierre de Palach, seigneur de Comblat et coseigneur de Cols, épouse Flore de Nozières, et ils ont deux filles :
  - Geralde de Pallat, dame de Comblat, qui épouse Guiral de Vixouze, et fait la souche des seigneurs de Vixouze
  - Jeanne de Palach, dame de Cols, épouse Jean de Lavaissière

### Famille de Vixouze
- Jacques de Vixouze puis son fils :
- Raymond de Vixouze qui est autorisé par Louis de Joyeuse, évêque de Saint-Flour en 1513 à construire une chapelle à Comblat. Il épouse en 1507 Soubeyrane de Beaufort qui lui donne deux filles :
  - Charlotte de Vixouze, mariée en 1545 à Pierre Couderc, seigneur de Fracor
  - Antoinette de Comblat, instituée héritière universelle en 1561, qui avait épousé en 1541 Jean Ier de Cabannes, (+1588), capitaine aux gardes françaises (1563), gentilhomme de la chambre du roi (1575), député des notables de la  Haute-Auvergne auprès d'un Henri III. Chargé par  Henri III de rédiger un plan de pacification du Haut Pays d'Auvergne, c'est lui qui fait construire l'actuel donjon de Comblat où il fait son testament en 1588.

### Famille de Cabanes-Comblat

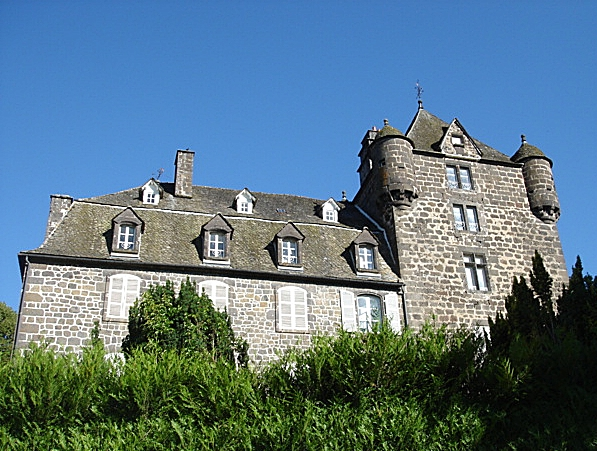
Château de Comblat, vu de la RN 122.

- Jean II de Cabanes-Comblat, succède à son père dans ses charges de capitaine aux Gardes françaises (1563), gentilhomme de la Chambre du roi (1575), écuyer de la reine Marguerite de Valois (1553-1615) lors de son séjours à Carlat en 1586, député des notables de Haute-Auvergne auprès du roi Henri III.
- Antoine de Cabanes-Comblat, son fils, épouse le 6 août 1610 Catherine d'Apchier, fille de François de Châteauneuf-Randon, seigneur de Chalier, et de Jacqueline de Crest. C'est de son temps que paraît en 1605, l'ouvrage de Jean Blanc, La Mémoire renouvelée des merveilles des eaux naturelles en faveur des nymphes françaises, dans lequel sont mentionnées les eaux minérales de Vic-en-Carladez.
- Louis de Cabanes-Comblat, son fils;
- François de Comblat, son fils, capitaine au Régiment de Coëtlongon, épouse en 1700 à Aurillac Philiberte Colinet, fille de Charles, conseiller au Présidial d'Aurillac et de Gilberte de Boschâtel. En 1716, il reçoit commission de Poirier, médecin du roi, pour exploiter les sources de Vic. Le couple n'eut que deux filles :
- Françoise de Cabanes-Comblat, héritière de Comblat, l'apporte en 1716 par son mariage à Aurillac avec François-Joseph Lacarrière (ca 1675-1750, capitaine au régiment d'infanterie de Saillans à Estaing (en 1716 et 1716), anobli par Louis XV en 1722. Il était le fils d'Antoine-Raymond Lacarrière (1655-1745), 4° vice-bailli de Haute-Auvergne, qui grâce à ses études de physiognomie perçait tous les mensonges et confondait tous les assassins. Son portrait, qui était toujours pendu dans la salle-à-manger à Comblat jusqu'en 1940 avait pour particularité d'avoir un regard tellement sévère et perçant, que toute personne qui mentait devant lui se trouvait confondue. Il devint en 1720 prévôt général des Maréchaux pour la Guyenne, siégeant à Montauban. Le couple a eu au moins quatre enfants, dont :

### Famille de Lacarrière de Comblat
- Raymond Lacarrière né vers 1720 à Vic, fut successivement enseigne aux Gardes-Françaises, puis mousquetaire de la Maison du roi. Il reçut en 1761 une commission de Jean-Baptiste Sénac pour exploiter les eaux minérales de Vic-en-Carladès. Il a laissé une importante correspondance où se trouve relatée la bataille de Fontenoy à laquelle il avait participé avec le Comte d'Anteroches[6]. Marié à Marie-Dorothée de Sénezergues, fille de Guillaume, seigneur de La Rodde, et de Mademoiselle de Saint-Chamant, qui lui donna quatre fils et une fille.
- François-Louis Lacarrière de Comblat, était enseigne, puis sous-lieutenant aux gardes-françaises en 1789 lorsqu'il se maria avec Marie-Philipine Teilhard, fille de Jean, seigneur de Tissonière, officier des gendarmes du roi. Membre de la Coalition d'Auvergne, une grande partie de ses biens sont saisis comme biens nationaux et rachetés par le frère de Jean-Baptiste Coffinhal. François-Louis est fusillé en 1795 après le débarquement de Quiberon en laissant pour seule héritière une fille :
- Amélie de Lacarrière de Comblat (1790-1860), membre de la Société cantalienne, qui rachète Comblat et se marie en 1811 avec Séraphin-François-Gabriel de la Baume Pluvinel (1774-1853), gentilhomme ordinaire de la Chambre du roi Charles X.

### Famille de la Baume Pluvinel

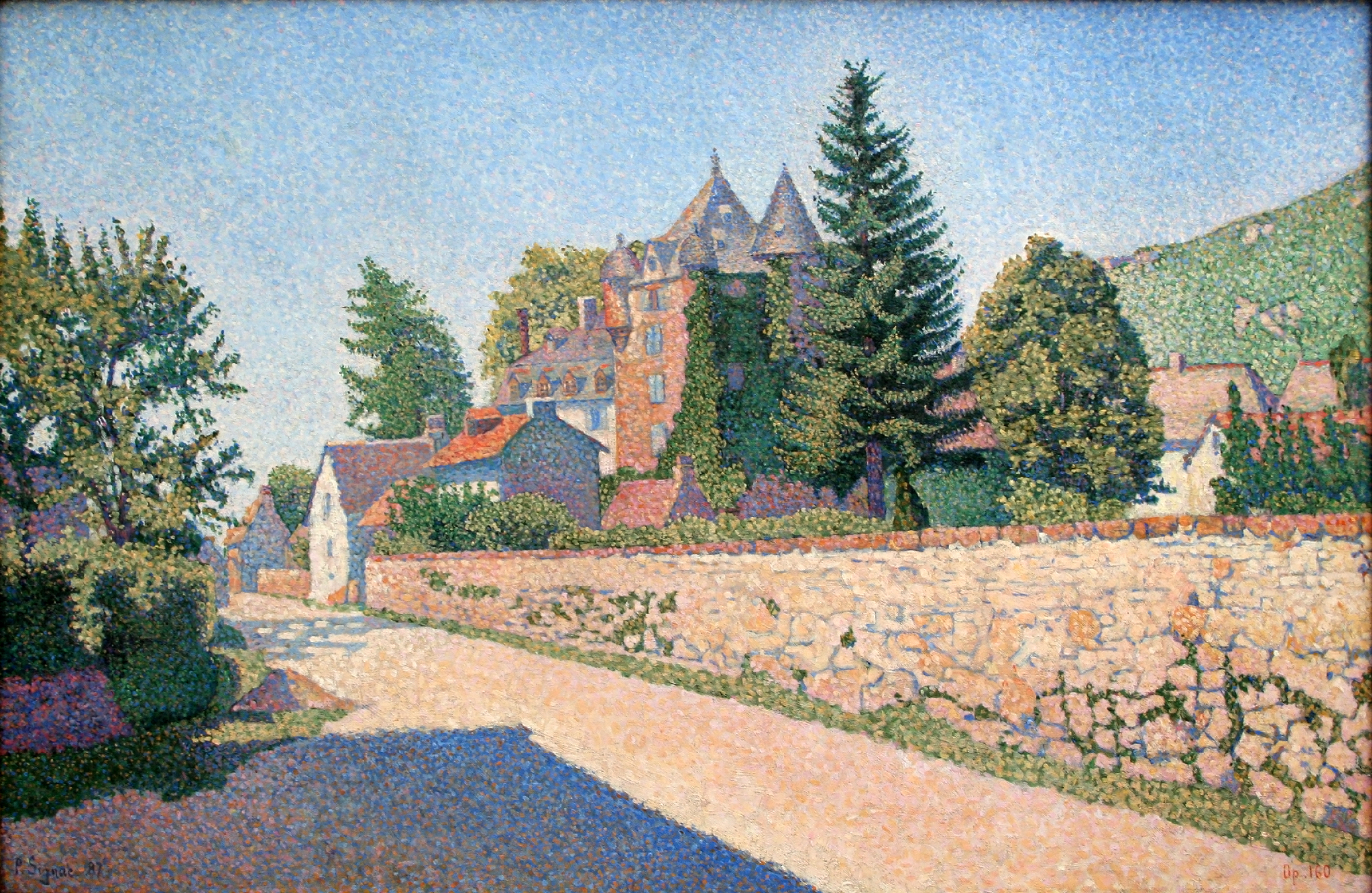
Château de Comblat, peinture pointilliste de Signac.

- Henry Gabriel de la Baume Pluvinel (1824-1896), second fils de Séraphin de la Baume Pluvinel, reçoit le domaine où il entreprend notamment des travaux d'irrigation qui lui vaudront une médaille d'argent du ministère de l'Agriculture en 1884. Il reçut le peintre Paul Signac, ce dont témoignent plusieurs vues faites en 1886 et 1888.
- Aymar de la Baume (1860-1938), troisième fils de Charles Alexandre de la Baume Pluvinel, astronome membre de l'Académie des Sciences et neveu du précédent, hérite de Comblat en 1896, à la mort de son oncle. Depuis son enfance, il faisait de fréquents séjours dans le Carladès, et contribua à la fondation de la revue La Veillée d'Auvergne. Il repose dans le cimetière de Vic-sur-Cère.
- Geneviève de la Baume Pluvinel (1896-1968), fille d'Aymar de la Baume, cède le château de Comblat en 1949 au département du Cantal en vue de l'installation d'abord d'une école ménagère, puis d'un collège agricole féminin. Elle fait également don au musée Hippolyte de Parieu, d'Aurillac, d'un ensemble de portraits représentant ses ancêtres Lacarrière, parmi lesquels celui d'Antoine-Raymond de Lacarrière, vice-bailli des Montagnes.